# FORTUNE TRINITY 3 〜三神獣の秘宝〜
『FORTUNE TRINITY 3 〜三神獣の秘宝〜』（フォーチュントリニティ3 さんしんじゅうのひほう）は、コナミアミューズメントが2016年12月から稼働を開始した大型マスメダルプッシャーゲーム。FORTUNE TRINITYシリーズとしては3作目にあたる。

## 概要
本作では前作で廃止となったゴールボーナスと、ステーションチャレンジのステップアップ方式が復活し、代わりに前作で追加されたスロットジャックポットやダイレクトWIN、大砲ギミックをはじめ、スカイルーレットにあった「TRINITY SLOT」も廃止された。
前作『FORTUNETRINITY2』では、かな文字表記が中心となっていたが、本作ではタイトルロゴを含め、初代のように英語表記が再び使われるようになった。また、前作からのコンバート筐体ではセンター液晶の形状に変更はないが、表面にステッカーで装飾が施され、初代のような丸型液晶を再現している。
前作と同様に、e-AMUSEMENT PASSはもちろんe-AMUSEMENT PASS機能対応端末に対応した携帯電話を用いてのプレイが可能でe-AMUSEMENT PASSを使うとMY PAGE内から「確変」「超確変」時の楽曲を選択できる。ラインナップには、クラシック楽曲や当ゲームオリジナル楽曲の他、コナミがこれまでにリリース・展開したアーケードゲーム機で実際に使用された楽曲と様々である。なお、リーダーの設置場所がステーションごとに異なっており、奇数の席は前作同様「Rボタン」の付近、偶数の席はオートエントリーユニットの位置の都合上、新規にメダル払い出し口の右側に据え付けられている。e-AMUSEMENT PASSをリーダーから離すと「e-AMUSEMENT PASSの接続が切れました。」のテロップがステーション画面下部で流れる。
「MILLIONET」のミリオンジャックポット関連の告知でも同様のテロップが使用されるが、今作からはベル音なしとなっている。

### 初代筐体
初代「FORTUNE TRINITY」の筐体からもコンバートが可能で、基本的な機能は同じ。ただし、100円貸出機能、ダイレクトメダルレール、様々な装飾は『2』からのコンバート筐体とは異なる部分もある。

### オートエントリーユニットについて
本作からは前作までのメダル投入方法に加え、新たな投入方法が追加された。ステーションの右もしくは左に設置されたエントリーボックスにメダルを入れ、真ん中にあるエントリーパネルを押すとメダルが投入される。メニューボタンを押す、またはe-AMUSEMENT PASSを使ってプレイしている場合はMY PAGE内からプッシャーテーブルのタイミングにあわせて自動投入・枚数設定の変更ができる。これにより、メダルに触れずにプレイこそ難しいものの、手をあまり汚さずにプレイできるようになった。これは全ての筐体に搭載している。しかし、投入するタイミングや方向の調整が難しく、これを使いこなすには慣れが必要。慣れないうちは自動投入でタイミングを覚えた方が良い。

### トレジャータイム
本作から、新たに追加されたミニゲームである。スロット抽選時に「トレジャータイム」と表示されて発生するものと、ステーションチャレンジ前に発生するものの2種類がある。30秒間、メダルを投入することで画面のゲージが上昇し、チェッカー通過の場合は大幅に上昇する。ゲージがMAXに到達すると、スロット抽選時の場合はクリスタル・チャンスボール・オーブの何れかを獲得。ステーションチャレンジ前の場合は、メダル払い出し（5 - 30枚）またはルーレットの何れかのポケットが成長する（20WIN→50WIN、50WIN→JPチャンス、ただし50WIN→JPチャンスに昇格する確率はかなり低い）。どちらも時間効率を高めるが、メダル消費量は非常に多い。トレジャータイム中にボタンを押すと強制終了できる。メダルに余裕が無ければ強制終了させた方が良い。

### 100円貸出機能
前作でもあった100円貸出機能搭載。100円 - 400円は貸出した金額応じて、回数分のルーレットを挑戦し、様々なボーナスを獲得できる。500円はオーブを使用したSPボーナスルーレットになる。ただし、店の設定によってボーナスルーレットができない場合などがある。また、初代からのコンバート筐体は非搭載。

## 基本ルール
通常時は前作と同様1ラインのスロットとなっており、チェッカーの色区別もない。ストックレベルの配当はLv1（青）は20枚、Lv2（緑）は40枚、Lv3（黄）は60枚、Lv4（赤）は80枚、Lv5（紫）は100枚。
初代と同様に、7以外の数字が揃うとゴールボーナスステップが1つ溜まる。この時奇数が揃うと「確変」に突入するが、今作は前作までと違い偶数が揃っても終わらない。ルールは10回転のみ当選率が上がり、この間に再び奇数が揃うと今度は30回転の「超確変」に突入。以後は、奇数が揃う度に「超確変」が30回転にリセットし続けるというゲーム性である。「確変」「超確変」共に、最大3ライン（トリニティWIN）当選が可能で、規定ゲーム内に奇数を揃えられないと終了し、通常ゲームに戻る。
なお、今作では45回転連続で外れた場合は何かしらの当選が確定する（オーブは除く）。

### スロットの当選役
222 / 444 / 666 / 888
メダル払い出し（20 - 100枚）。
111 / 333 / 555
メダル払い出し（20 - 100枚）+ 「確変」（ゲーム数：10回）移行。既に「確変」の場合は「超確変」（ゲーム数：30回）に移行。既に「超確変」の場合は残り回数が30回にリセット。
777
レジェンドモード突入。
オーブ
オーブ1個払い出し。落とすとステーションチャレンジに移行。
ボール 
チャンスボール1個払い出し。落とすとスカイチャンスに移行。
スカイ
スカイルーレット発動。
クリスタル
確変、超確変、レジェンドモードのみ。これは出現するだけでその数を獲得。
ダイレクト
レジェンドモードのみ。直接ステーションチャレンジに移行。

## ステーションチャレンジ
フィールドからオーブを落とすことで、ステーションチャレンジへと進むが、今作では、抽選前に前述の「トレジャータイム」と呼ばれるミニゲームが発生する。そして終了後に、3色のトリニティクルーンでどのジャックポットチャンスのルーレットに挑戦するかを決定。次に液晶画面上部「パーソナルクルーン」の抽選ポケットへと落ちた瞬間に、画面上のルーレット盤面が停止。表示された配当が支払われる。
20
メダル20枚払い出し。その後「50」に進化する。
50
メダル50枚払い出し。その後「JPチャンス」に進化する。
JPチャンス
当選した種類のジャックポットチャンスが始まる。その後、ルーレット盤面は初期状態にリセットされる。
ボール
フィールドにチャンスボール（初代からのコンバート筐体はトレジャーボール）が1個払い出される。これは当選しても何も変化しない。
なお初代同様に各ルーレット盤面が3種類ともすべて初期状態となった場合は、3種とも各ルーレット盤面の「20」の1つがランダムに「JPチャンス」に昇格する。

## スカイチャンス
フィールドからチャンス（トレジャー）ボールを落とすことで、スカイチャンスへと進む。トリニティクルーンにオーブが投入され、3種類あるルーレットのいずれかを決定する。いずれのルーレットも均等な配分で10マスあり、スカイルーレット・超確変・確変・オーブ2球が1マスずつ割り当てられている。但し確変中・超確変中の場合は、確変マスが超確変マスに変化する。残り6マスはメダル配当で、色により配分が異なる。
「極限のイエロー」
黄はハイリスクハイリターンな配分で、500枚が1マス、25枚が5マスとなっている。スカイチャンスの最高配当となる500枚は黄からしか獲得できない。
「挑戦のレッド」
赤はミドルリスクミドルリターンな配分で、300枚・150枚・100枚が1マスずつ、25枚が3マスとなっている。
「安定のブルー」
青はローリスクローリターンな配分で、200枚が1マス、100枚が3マス、50枚が2マスとなっている。黄・赤よりもメダル配当の期待値がやや低い。

## GOAL BONUS
777以外の数字の図柄が揃った場合、画面右に表示されているゴールステップが1ラインにつき1つ進む。
このステップが累計8つたまると、GOAL BONUSに挑戦できる。最初にクリスタルの色をトリニティクルーンで抽選して、そしてパーソナルクルーンに落ちた際の倍率（2倍・3倍・5倍・7倍・10倍〈店によっては20倍も〉）×選ばれた色のクリスタル数分メダルが払い出される。その後、サービスとしてオーブが1つ払い出され、ゴールステップは0、当選した色のクリスタル個数は20個にリセットされる。

## JACKPOT CHANCE
JACKPOT CHANCEは3種類存在し、それぞれ抽選方式が異なる。「OCEAN JACKPOT」はプレイヤーのメダル投入枚数でプログレッシブ値が上昇（工場出荷状態で1枚あたり0.01上昇）、「GROUND JACKPOT」は抽選次第で最大9999枚、「WORLD JACKPOT」は「WORLD JPC」でJPを獲得できなかった場合の配当（工場出荷状態で獲得枚数×1）に応じて数値が上昇する。
JACKPOTを獲得するとセンターユニットの液晶部が左右に分かれて演出が始まる。各JACKPOTごとに違う演出が用意されているほか、特定の条件下で発生する歴代のFORTUNE TRINITYシリーズの演出もある。JACKPOT当選枚数が4500枚を超えると「TRINITY JACKPOT」となりスタッフロールが流れる。センターユニットには内部に6列のホッパーがあり、ステーション側からセンターユニットへ投入されたメダルは演出の映像と音に合わせて滝のように払い出されるシステムとなっている。しかしこのホッパーが何らかの事情で半分の3列以下しか作動しない場合は、他のプッシャーマシン同様ステーションからの払い出しとなる。店舗側の設定でも、センターユニット（ホッパー）を使用せずステーションからの払い出しのみに設定することが可能になっている（その場合はセンターのメイン液晶には「センター払い出し 調整中」と表示される）。

### GROUND JACKPOT CHANCE
ボールを用いた連続抽選。上部に到達しポケットからこぼれ落ちたボールが柱にぶつかりながら落ちて再びポケットに入り、入ったポケットの色に応じて各種配当を獲得する。OUTポケットに入ると抽選終了だが最初の2球（店によっては3〜5球の設定）はOUTは無効になる。ポケットは、「10」「50」「100」「OUT・50」「WORLD JPC STEP」「OCEAN JPC STEP」「JACKPOT」の7種類。「JACKPOT」ポケットに入ると1・2回目は+25枚、3回目でJACKPOT達成（+1000枚）、以後は入る度に+1000枚となる。「WORLD JPC STEP」「OCEAN JPC STEP」は3回入るとそのJACKPOT CHANCEへの挑戦権を獲得できる（JPC STEP自体の配当は何れも0枚）。
最高獲得枚数は9999枚となる。

### OCEAN JACKPOT CHANCE
大型のボールを用いたルーレット抽選。前作およびその前身『フォーチュンオーブ』シリーズ3作の抽選機と類似している。
最初に右側の小型ルーレットで倍率抽選を行う。ポケットは3個で、「×2」へ入ると、全ての配当が2倍、「×4」へ入ると、全ての配当が4倍となる。続いて左側の大型ルーレットで配当抽選。配当は100枚（確率9/12）・200枚（2/12）・OCEAN JACKPOT（1/12）の3種類。
最高配当は5000(9999)×4=20000(39996)枚となる。

### WORLD JACKPOT CHANCE
ステーションチャレンジと同様に、オーブを用いて各ステーションの抽選機で行われる。スゴロク形式となっており、抽選は最大2球。まずトリニティクルーンで「高速（黄）(1、5 - 9、JP WARP)」「中速（赤）(1 - 6)」「低速（青）(1 - 3)」のいずれかを抽選、パーソナルクルーンで進むマス目を決定。オーブ君の止まったマスの配当を獲得できる。スゴロクマップは高配当が多く、JPマスがある内周と高配当が少ない外周があり2箇所ずつWARPマスがある。JACKPOTを獲得するには内周に存在するJPマスにとまるか、高速ルーレットにのみ存在する細枠の「JACKPOT WARP」を当てる必要がある。
JACKPOTを獲得できなかった場合、獲得した配当と同じ数値分WORLD JACKPOTの値が上昇する。またマップは筐体全体で共有され次の挑戦者に引き継がれる。
また、e-AMUSEMENT PASSを使用した状態でJPマスとWARPマス以外に止まると、そのマスはWORLD JP当選者が出てマップとJP値がリセットされるまでそのプレイヤーのマイ陣地となり、他プレイヤーがそのマスに止まるとその陣地の所有者にもマスに表示された配当の半分が与えられる。ただし、すでにマイ陣地が登録されている場合は獲得できない。発生した配当は蓄積されていき、次回ログイン時にそれまで蓄積された分がフィールドWINでまとめて払い出される。ログインしない限り貯蓄も可能だが、配当には受け取り期限があり、最終ログインから30日が過ぎると、そのマイ陣地で他者が止まった際に得た配当はマップがリセットされていなくても無効となるので注意が必要。
最高獲得枚数は[1球目200枚+2球目WORLD JACKPOT5000（9999）枚=合計5200（10199）枚]となる。

### 抽選機が故障した場合
OCEAN JACKPOT抽選機またはGROUND JACKPOT抽選機が故障などに設定可能の場合は、WORLD JACKPOT抽選方式で代用となる（センター画面に「○○ 調整中」と表示）。プログレッシブ方式はWORLDと同様。初代や『2』のようなBONUS要素はない（初期設定:GROUNDの場合はWORLDと同額かつ共有、OCEANは不明）。

## スカイルーレット
筐体最上部にある直径約3メートルの巨大ルーレットが回転し、自分のステーションで停止した配当を獲得する。スカイルーレットで「ALLスカイルーレット」が止まると、全員参加のスカイルーレットが発生し、参加した全員が停止した配当を獲得する。なお前作までにあった「TRINITY SLOT（トリニティスロット）」は廃止された。
配当一覧
- 100/200/500WIN
- ALLスカイルーレット
- オーブ2個
- ボール3個
- GROUND JACKPOT CHANCE
- OCEAN JACKPOT CHANCE
- WORLD JACKPOT CHANCE

ALLスカイルーレットの場合は、仕様上、「ALLスカイルーレット」は当選しない。
ALLスカイルーレットの場合、ホスト席(発展させたステーション）に「GROUND JACKPOT CHANCE」か「OCEAN JACKPOT CHANCE」のどちらかが当選する確率が高くなっている。

### 抽選機が故障した場合などについて
故障時などには使用しない設定にすることが可能。その場合はスカイルーレットは発生せず（「天井抽選 調整中」と表示）、スカイチャンスでのスカイルーレットは200枚に変わる。

## LEGEND MODE
スロットで「777」が当選するまたは、100円貸出機能のボーナスルーレットでレジェンドモードを当選すると「LEGEND MODE（レジェンドモード）」に突入する。
スロットは専用のものに切り替わり、メダルマーク揃い（10 - 50枚）が高確率で当選する。オーブを落とすかスロットでダイレクトが当選するとステーションチャレンジへと進む。このモードのステーションチャレンジでは、トレジャータイムはなく、1/6でJPチャンスとなる専用のルーレットで抽選する。
レジェンドモード中はチャンスボール落下した場合、このモードが終了するまでスカイチャンスに移行できないがボーナスルーレット（専用筐体のみ）は突入できる（ボーナスルーレット〈SP含む〉でレジェンドモード当選した場合はストックされない）。
100WIN - 400WIN
初期値は100枚。入賞すると終了ポケットに変わり、そのルーレットの他ターゲット（WIN）が100枚上昇する（なお、本作のレジェントモードにダイレクトWINはない）。
終了
レジェントモード終了。
JPチャンス
各種JACKPOTに挑戦できる他、そのルーレットの全ポケットが「100WIN」にリセットされる（終了ポケットも消滅）。
なお、400WINが当選すると、そのルーレットの他ターゲットは各種JPチャンスへと変更される。そのため、JPチャンスの確率が1/3になる。

## その他
今作は前作からのコンバートキットで構成されており、店舗によってはオプションを付けていない筐体もある。

### オートエントリー
初代からコンバート筐体の場合、前作で変更した部品が無いため、一部仕様が異なる。

### メインPC
今作では Microsoft Windows XP Embedded を使用しゲームを構成している。
なお、メインPCに搭載されているCPUが intel Celeron 440（初代から変更なし）RAMが2GBを使用している。